# 4 Force
| 4 FORCE                     | 4 FORCE                     | 4 FORCE                     |
| Álbum de Every Little Thing | Álbum de Every Little Thing | Álbum de Every Little Thing |
| --------------------------- | --------------------------- | --------------------------- |
| Lanzamiento                 | 22 de marzo de 2001         | 22 de marzo de 2001         |
| Grabación                   | 2000, 2001                  | 2000, 2001                  |
| Género                      | J-Pop                       | J-Pop                       |
| Duración                    | 48 min, 44 sec              | 48 min, 44 sec              |
| Sello                       | Avex Trax                   | Avex Trax                   |
| Productor                   | ??                          | ??                          |
| Álbumes Every Little Thing  |                             |                             |
| Every Ballad Songs (2000)   | 4 FORCE (2000)              | Many Pieces (2003)          |

4 FORCE es el cuarto álbum estudio del grupo japonés Every Little Thing. Contiene un total de 11 canciones. Aunque este álbum contenía uno de los sencillos más exitosos de toda la carrera del grupo, "fragile" el álbum no alcanzó el 1.er puesto debutó en el #2 en los charts de Oricon de Japón y estuvo dentro del ranking alrededor de 13 semanas.

## Lista de canciones
1. Graceful World
2. JIRENMA (Album Mix)
3. 愛のカケラ (Ai no kakera)
4. Good for nothing
5. 鮮やかなもの (Azayaka na Mono)
6. sweetaholic girl
7. Home Sweet Home
8. fragile
9. No limit
10. force of heart
11. One
12. Yura Yura

- Datos: Q2890731